# Jicchak Arci
Jicchak Arci (hebrejsky: יצחק ארצי, rodným jménem Izo Hertzig, 14. listopadu 1920 – 18. září 2003) byl izraelský politik, poslanec Knesetu za strany Ma'arach a Šinuj.

## Biografie
Narodil se ve městě Siret v Rumunsku. V roce 1946 přesídlil do Izraele. V Rumunsku vystudoval střední školu a židovskou vysokou školu v Bukurešti. Studoval právo a ekonomii na Telavivské univerzitě.

## Politická dráha
Už během dětství v Rumunsku se angažoval v mládežnickém sionistickém hnutí. Během druhé světové války byl jedním z vůdců sionistického podzemního hnutí. Pomáhal Židům z Evropy uprchnout do tehdejší mandátní Palestiny. V židovských uprchlických (respektive internačních) táborech na Kypru byl jedním z předáků. V letech 1944–1946 pracoval jako zástupce editora novin Zmanim. V letech 1947–1950 byl členem osadnické skupiny, která osidlovala vesnici Alonej Abba. Působil tehdy jako funkcionář Progresivní strany, jejímž generálním tajemníkem byl v letech 1959–1961. V letech 1961–1965 pak byl generálním tajemníkem Liberální strany a v letech 1965–1966 i Nezávislé liberální strany. V letech 1966–1969 byl členem vedení Židovské agentury a předsedou jejího odboru zaměřeného na práci s mládeží Alijat ha-no'ar. V roce 1974–1979 byl zástupcem starosty Tel Avivu a v letech 1979–1983 místostarostou Tel Avivu.
V izraelském parlamentu zasedl po volbách v roce 1984, do nichž šel za stranu Ma'arach. V průběhu volebního období ale přešel do strany Šinuj. Stal se členem parlamentního výboru pro ústavu, právo a spravedlnost, výboru finančního, výboru House Committee, výboru pro ekonomické záležitosti a výboru pro imigraci a absorpci. Ve volbách v roce 1988 nebyl zvolen.